# Yuri Sakazaki
Yuri Sakazaki (ユリ・サカザキ, Yuri Sakazaki) est un personnage de la série Art of Fighting créé par SNK. Elle apparait également dans la série The King of Fighters, où elle fait équipe avec Mai Shiranui et King. Yuri est présente dans tous les épisodes, excepté dans The King of Fighters XII, mais revient dans les épisodes suivants The King of Fighters XIII et The King of Fighters XIV.
Yuri apparait dans le scénario du premier Art of Fighting, où elle est enlevée par Mr. Big, un criminel venant de South Town. Ryo Sakazaki et Robert Garcia partent à sa recherche et seront confrontés dans plusieurs combats. Dans Art of Fighting 2, Yuri apparait cette fois-ci en tant que personnage jouable, ayant été entrainée par son père Takuma dans l'art du karaté Kyokugen. Yuri est également présente dans l'adaptation en anime d'Art of Fighting, dans lequel elle reprend son rôle depuis le premier jeu.

## Doublages
Versions japonaises
- 1992 - Art of Fighting : Harumi Ikoma
- 1993 - Art of Fighting : Ayumi Hamasaki (OAV)
- 1994 - Art of Fighting 2 : Kaori Horie
- 1994 - The King of Fighters '94 — 2013 - The King of Fighters XIII : Kaori Horie
- 2016 - The King of Fighters XIV : Ai Kakuma